# هولاند تومسون
هولاند تومسون (بالإنجليزية: Holland Thompson)‏ هو مؤرخ أمريكي، ولد في 30 يوليو 1873 في مقاطعة راندولف في الولايات المتحدة، وتوفي في 21 أكتوبر 1940.